# کلیات سبک‌شناسی
کلیات سبک‌شناسی کتابی از سیروس شمیسا است که مقدمات سبک‌شناسی را شرح می‌دهد. این کتاب در سال ۱۳۷۲ منتشر شد. 

## نقد
محمود فتوحی رودمعجنی در مقاله‌ای تحت‌عنوان «نقد درسنامه‌های سبک‌شناسی و پیشنهاد دو درس سبک پژوهی و سبک ورزی در رشته ادبیات فارسی» به نقد این کتاب پرداخته‌است. این مقاله در جشنواره نقد کتاب به‌عنوان مقالهٔ منتخب معرفی شد.

## جوایز
این کتاب در مراسم کتاب سال جمهوری اسلامی ایران به‌عنوان کتاب شایسته تقدیر معرفی شد.